# Merle Hay Mall
Merle Hay Mall es un centro comercial superregional en la ciudad de Des Moines, la capital del estado de Iowa (Estados Unidos). Inaugurado en 1959, es el centro comercial regional más antiguo de ese estado y también el más grande Iowa en términos de área bruta alquilable hasta la apertura en 2004 de Jordan Creek Town Center en la vecina West Des Moines. También fue el lugar del incendio más mortífero en la historia de Des Moines, que mató a once personas en 1978.
Las tiendas ancla del centro comercial son Kohl's, Target y Ross Dress for Less. Hay 2 tiendas ancla vacantes que alguna vez fueron Younkers y Sears. Applebee's, IHOP y Starbucks operan en las afueras del centro comercial. Otras tiendas destacadas en el centro comercial incluyen Old Navy. La mayor parte del centro comercial se encuentra en la parte noroeste de Des Moines, pero el ala que contiene los antiguos Younkers, Kohl's y el patio de comidas se encuentra dentro de los límites de la ciudad de la vecina Urbandale.
Merle Hay Mall es propiedad independiente de Merle Hay Mall Limited Partnership, y la familia de uno de sus desarrolladores originales continúa administrando el centro comercial. Una empresa con sede en Chicago, Urban Retail Properties, se encarga de las tareas de arrendamiento del centro comercial.

## Historia
El sitio de Merle Hay Mall fue originalmente el hogar del Monasterio de San Gabriel desde 1921 hasta su demolición en 1958. En 1956, los monjes pasionistas que residían allí vendieron el sitio del monasterio a los desarrolladores con sede en Chicago Joseph Abbell y Bernard Greenbaum. Abbell, en una entrevista de 1994, declaró que los desarrolladores eligieron Des Moines para su centro comercial debido a la "reputación de la ciudad como un área urbana modelo en el centro de Estados Unidos". El centro comercial era conocido como Northland Shopping Center al principio de sus etapas de planificación hasta que los ejecutivos de Younkers sugirieron que se le pusiera el nombre de Merle Hay, el primer Iowan asesinado en la Primera Guerra Mundial y homónimo de la calle frente al centro comercial. Merle Hay Plaza se planeó originalmente como un centro comercial antes de ser rediseñado como una plaza al aire libre con dos grandes almacenes y cuatro edificios alrededor de un área común poco antes de que comenzara la construcción a principios de 1958.
Merle Hay Plaza abrió sus puertas el 17 de agosto de 1959. Tenía 31 tiendas en el momento de su apertura, incluida su primera presentadora (Younkers), así como una bolera que todavía está en funcionamiento en la actualidad. Una segunda tienda ancla se abrió más tarde en 1959, cuando Sears se mudó del centro de Des Moines a Merle Hay Plaza. Otros inquilinos tempranos incluyeron un supermercado Safeway (cuyo espacio luego se convirtió en parte de Sears), Kresge, Bishop's Buffet (que cerró en 1995) y Walgreens (que fue reemplazado por Old Navy en 1999). En 1965 se agregaron una sala de cine y un edificio de oficinas de seis pisos.

### Recinto
Merle Hay Plaza se cerró en 1972 y se convirtió en Merle Hay Mall. Dos años más tarde, mientras Valley West Mall y Southridge Mall estaban en construcción, Merle Hay Mall completó una importante expansión hacia el oeste que duplicó el tamaño del centro comercial. Se agregaron dos anclas adicionales, Montgomery Ward (que también se mudó desde el centro de la ciudad) y Younkers Store for Homes, al centro comercial como parte de esa expansión. Para el año 2000, Merle Hay Mall atrajo un promedio de 35 000 compradores diarios.
En una entrevista de 1994 con The Des Moines Register, el economista de la Universidad Estatal de Iowa Kenneth Stone afirmó que Merle Hay Mall se adaptó con éxito a los cambiantes estilos de vida de las décadas de 1960 y 1970 al ofrecer horas de compras más largas durante una época en la que los comerciantes del centro de Des Moines comenzaron a restringir sus horarios. El autor y nativo de Des Moines, Bill Bryson, comentó cómo la apertura de Merle Hay Mall cambió a Des Moines en sus memorias de 2006 The Life and Times of the Thunderbolt Kid : "Mi padre nunca compró en ningún otro lugar después de eso. Tampoco la mayoría de la gente. A principios de la década de 1960, la gente se jactaba de cuánto tiempo había pasado desde que estaban en el centro de la ciudad. Habían encontrado un nuevo tipo de felicidad en los centros comerciales " 

### Incendio de 1978
La tienda Younkers original en Merle Hay Mall fue destruida por un incendio que estalló en la mañana del 5 de noviembre de 1978. El incendio causó daños estimados en 20 millones de dólares y mató a once empleados de la tienda. La tienda estuvo cerrada durante casi un año para reconstruir.
A principios de 1979, los bomberos de Des Moines anunciaron que una acumulación de hidrógeno causada por una fuga de agua alcalina del sistema de calefacción y refrigeración de la tienda provocó el incendio. Los documentos judiciales presentados por los fiscales en 1981 indicaron que un mal funcionamiento eléctrico provocó que los cables que estaban cubiertos de cloruro de polivinilo se sobrecalentaran, emitiendo ácido clorhídrico. Los abogados que representan a Younkers y las familias de las once víctimas demandaron a más de 20 empresas que fabricaban o estaban asociadas con cloruro de polivinilo, incluidas Monsanto Company y Underwriters Laboratories. La mayoría de esas demandas se resolvieron extrajudicialmente en 1984, mientras que la última demanda contra BF Goodrich fue desestimada por un juez de distrito del condado de Polk

### Cambios de tiendas ancla
Merle Hay Mall perdió su primer ancla en 1991 cuando la Tienda Younkers para Hogares cerró después de que Younkers decidiera dejar de vender muebles y electrodomésticos para enfocarse en su negocio de moda más rentable. Kohl's lo reemplazó en 1993.
En 1998, durante la primera ronda de bancarrota del Capítulo 11 de la cadena, Montgomery Ward se enfrentó al desalojo del centro comercial después de que un análisis de Kenneth Stone mostrara que Ward operaba una tienda de descuento en lugar de la "tienda por departamentos de primera clase y de línea completa" que requería su arrendamiento.. Montgomery Ward respondió cerrando a principios de 1999, y Famous-Barr abrió una nueva tienda en ese espacio en agosto de 2000, mientras que el resto del centro comercial se sometió a una renovación de 20 millones de dólares ese año. Younkers se mudó al antiguo espacio de Famous-Barr el 18 de julio de 2004, un mes después de que Famous-Barr dejara el mercado de Des Moines, y el antiguo Younkers fue demolido poco después para hacer espacio para una nueva tienda Target que abrió el 19 de julio de 2005. La apertura de Target puso fin a un período de disminución de las ventas en el centro comercial, ya que las ventas habían disminuido entre un 8 y un 10 por ciento durante el primer año que Jordan Creek Town Center estuvo abierto.

### Reurbanización actual
A partir de 2021, el centro comercial está anclado por Kohl's (8652 m²) y Target (11750 m²) con dos anclas vacías ocupadas por última vez por Younkers (15330 m²) y Sears (20717 m²), con más de 60 inquilinos en línea, incluido el patio de comidas junto con una parte vacía del edificio que había sido un cine de una sola sala con la pantalla de cine más grande de Des Moines. Durante la temporada navideña hay varios negocios que también ocupan espacio en el centro comercial temporalmente. Está gestionado por Abbell Credit Corporation, la misma empresa que tiene una participación mayoritaria en el centro comercial desde 1959. Ha sido objeto de varias renovaciones a lo largo del tiempo para seguir siendo un centro comercial viable. Según Elizabeth Holland, directora ejecutiva de Abbell Credit Corporation, el área de Des Moines es lo suficientemente grande como para albergar solo dos centros comerciales, y el objetivo de la remodelación del Merle Hay Mall es convertirlo en "uno de los dos centros comerciales supervivientes".
El 10 de marzo de 2008, el ayuntamiento de Des Moines acordó rezonificar el área alrededor de Merle Hay Mall en un distrito de financiamiento de incremento de impuestos para ayudar a los propietarios del centro comercial a pagar las renovaciones futuras. La medida se produjo cuando el valor tasado de la propiedad del centro comercial había disminuido en más de 13 millones de dólares desde 2005. Los propietarios de Merle Hay Mall construyeron una nueva entrada principal al centro comercial y trasladaron algunos minoristas a otras áreas del centro comercial para crear espacio para nuevas tiendas ancla "junior" con entradas exteriores. Los espacios ocupados por el antiguo Sam Goody Superstore (reemplazado por Staples), el antiguo Waldenbooks y GameStop (que ahora está al lado de los Diamantes de Helzberg) fueron renovados para incluir Staples. Old Navy se trasladó hacia el oeste en un espacio frente a su ubicación anterior que dio paso a Shoe Carnival y Ulta para ocupar el espacio de Old Navy. Como resultado de la remodelación, Old Navy se ha trasladado a un espacio más pequeño dentro del centro comercial.
En 2013, Dunham's Sports se mudó del centro comercial y MC Sports lo reemplazó. Sin embargo, en 2017, MC Sports se declaró en bancarrota y se mudó poco después. Desde entonces ha sido reemplazado por un castillo inflable. El nivel superior se convirtió en una sala de cine Flix Brewhouse a mediados de 2014. Flix ha demostrado ser un destino excepcionalmente popular no solo en el centro comercial, sino en todo el gran Des Moines. En 2015, Deb cerró. Staples anunció a fines de 2016 que cerraría su tienda en Merle Hay Mall y que el último día de operaciones se produciría el 4 de febrero de 2017. En octubre de 2017, la ubicación de Staples se convirtió en Ross Dress for Less. El 18 de abril de 2018 se anunció que Younkers cerraría, ya que la empresa matriz, Bon-Ton Stores, iba a cerrar. La tienda cerró el 29 de agosto de 2018. El 13 de julio de 2018, Sears anunció que también cerrarán en Merle Hay Mall. El presentador de casi 60 años era una de las tiendas originales, pero cerró el negocio en el centro comercial en octubre de 2018, lo que dejó a Kohl's y Target como los únicos presentadores. En diciembre de 2019, la sala de juegos y el restaurante GameDay abrieron en el centro comercial. Es accesible tanto desde el exterior como desde el interior del centro comercial.
2020 trajo desafíos para los minoristas en el centro comercial debido, en parte, a la respuesta a la Pandemia de COVID-19 en Iowa que resultó en el cierre de muchos minoristas durante un período prolongado de tiempo. En agosto, algunos minoristas destacados, Helzberg Diamonds, Victoria's Secret y Justice entre ellos; cerró sus ubicaciones en el centro comercial. En octubre de 2020, se anunció que el edificio vacante de Sears sería demolido para facilitar el desarrollo futuro. En noviembre de 2020, el equipo de hockey Des Moines Buccaneers anunció que construiría una nueva instalación deportiva en los viejos Younkers y áreas adyacentes. El nuevo proyecto contará con una arena con capacidad para 3500 personas para los Bucs, tres capas adicionales de hielo para torneos y uso comunitario, y un hotel de 150 habitaciones, que se completará antes de la temporada de hockey 2022-23.